# Инсбрукер Ринг (станция метро)
«Инсбрукер Ринг» (нем. Innsbrucker Ring) — кросс-платформенная станция Мюнхенского метрополитена, расположенная между станциями «Остбанхоф» и «Михаэлибад» на линии  и «Карл-Прайс-Плац» и «Йозефсбург» на линии . Станция имеет четыре пути и две платформы, центральные пути используются поездами линии , боковые — линии . Станция находится на границе районов Берг ам Лайм (нем. Berg am Laim) и Рамерсдорф-Перлах (нем. Ramersdorf-Perlach).

## История
Открыта 18 октября 1980 года в составе участка «Шайдплац» — «Нойперлах Зюд». С момента открытия и до 29 мая 1999 года, станция обслуживалась линией U8, которая в 1988 году была переименована в , а также линией  до 9 ноября 1997 года. С 27 октября 1988 года станция обслуживается двумя линиями  и . Как правило, обе линии одновременно приходят на станцию, что даёт возможность пересадки на другую линию, т. н. кросс-платформенная пересадка.

## Архитектура и оформление
Станция мелкого заложения. Между залами расположен ряд колонн прямоугольного сечения, отделаные зелёным кафелем. Потолки облицованы алюминиевыми панелями. Путевые стены станции облицованы округленными серыми цементо-волокнистыми плитами. Имеет по два выхода на обеих концах платформ с общими подземными вестибюлями. Примерно на высоте человеческого роста по всей путевой стене проходит жёлтая полоса, а между колоннами — красная. В западных торцах платформ расположены лифты идущие в вестибюль, из северного зала можно попасть непосредственно на улицу.

## Таблица времени прохождения первого и последнего поезда через станцию

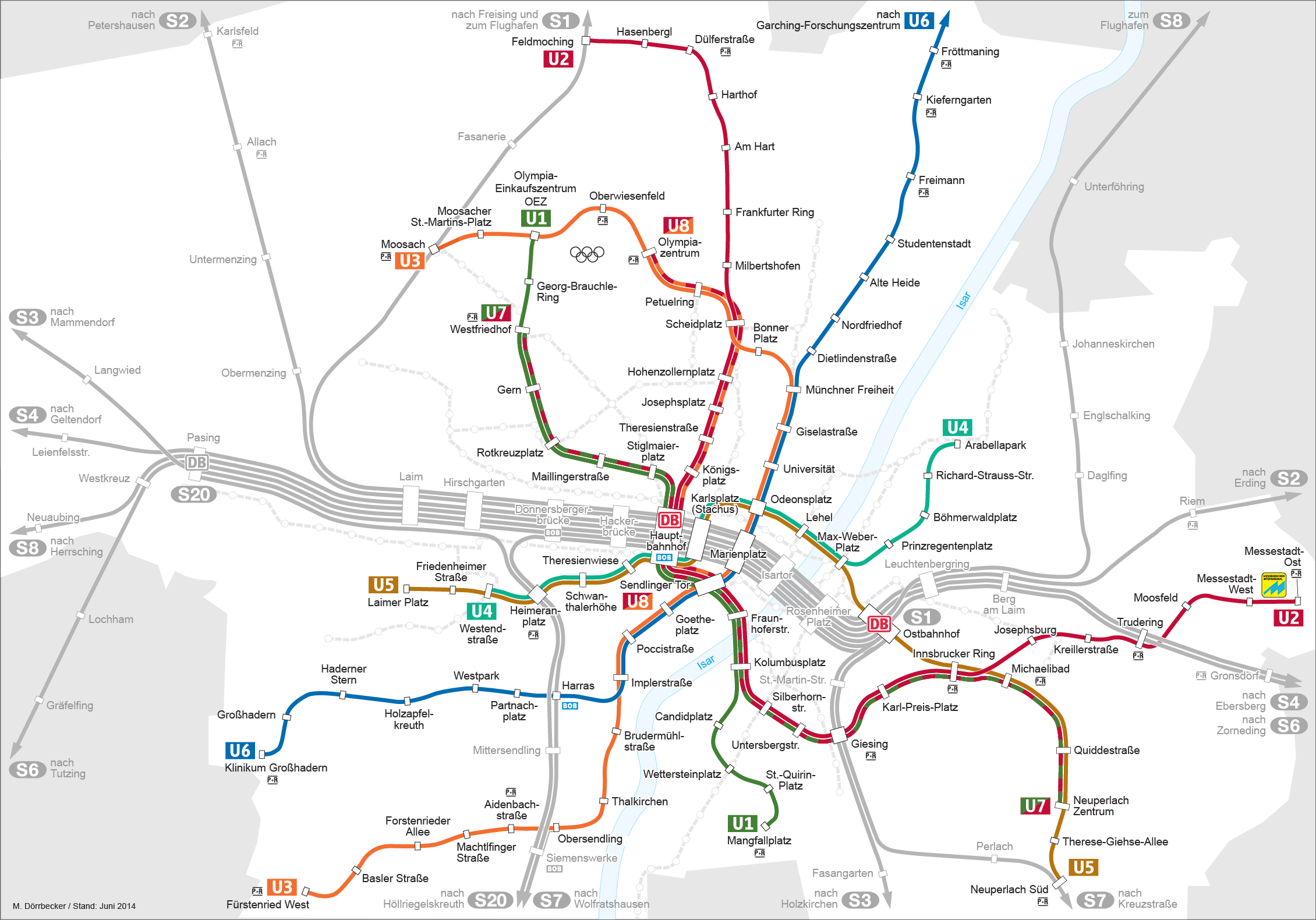
Схема линий

|                                     | Воскресенье — Четверг (ч:мм) | Пятница — Суббота (ч:мм) |
|                                     | первый                       |                          |
| последний                           |                              |                          |
| В сторону станции «Карл-Прайс-Плац» | 4:20                         | 4:20                     |
| В сторону станции «Карл-Прайс-Плац» | 1:02                         | 2:02                     |
| В сторону станции «Йозефсбург»      | 4:46                         | 4:46                     |
| В сторону станции «Йозефсбург»      | 1:29                         | 2:29                     |
| В сторону станции «Остбанхоф»       | 4:20                         | 4:20                     |
| В сторону станции «Остбанхоф»       | 1:02                         | 2:02                     |
| В сторону станции «Михаэлибад»      | 4:46                         | 4:46                     |
| В сторону станции «Михаэлибад»      | 1:29                         | 2:29                     |

## Пересадки
Нет возможности пересадки на другие виды общественного транспорта. Есть перехватывающая парковка на 89 мест.
| Предыдущая станция | Расстояние | Линия | Расстояние | Следующая станция |
| ------------------ | ---------- | ----- | ---------- | ----------------- |
| Карл-Прайс-Плац    | 868 м      |       | 1576 м     | Йозефсбург        |
| Остбанхоф          | 1602 м     |       | 982 м      | Михаэлибад        |